# Торпеда
 Тази статия е за родът морски животни.  За военноморското оръжие вижте Торпедо.  
Торпедата (Torpedo) са род електрически скатове, способни да генерират електроенергия като механизъм за отбрана или нападение. Те се придвижват бавно по морското дъно. Устата им и прорезите на хрилете са разположени от долната страна на тялото им.
Военноморското оръжие, известно като торпедо, е кръстено на този род.

## Видове
Понастоящем в този род има 13 признати живи вида:
Род Торпеда
- Вид †Torpedo acarinata Adnet, 2006[3]
- Вид †Torpedo pessanti Adnet, 2006
- Вид Torpedo adenensis M.R. de Carvalho, Stehmann & Manilo, 2002
- Вид Torpedo alexandrinsis Mazhar, 1987
- Вид Torpedo andersoni Bullis, 1962
- Вид Torpedo bauchotae Cadenat, Capapé & Desoutter, 1978
- Вид Torpedo fuscomaculata W.K.H. Peters, 1855
- Вид Сенегалско торпедо (Torpedo mackayana) Metzelaar, 1919
- Вид Мраморно торпедо (Torpedo marmorata) A. Risso, 1810
- Вид Torpedo microdiscus Parin & Kotlyar, 1985
- Вид Леопардово торпедо (Torpedo panthera) Olfers, 1831
- Вид Torpedo semipelagica Parin & Kotlyar, 1985
- Вид Torpedo sinuspersici Olfers, 1831
- Вид Torpedo suessii Steindachner, 1898
- Вид Същинско торпедо (Torpedo torpedo) (Linnaeus, 1758)